# 強壯蝴蝶魚
強壯蝴蝶魚，為輻鰭魚綱鱸形目蝴蝶魚科的其中一種。被IUCN列為次級保育動物。

## 分布
本魚僅分布在中東大西洋，包括茅利塔尼亞、維德角群島、幾內亞灣、聖多美等海域。

## 深度
水深30至70公尺。

## 特徵
本魚體呈方圓形，吻短。體色為淡灰色，身上的每一鱗片具淡色，因而形成網狀的斑紋。體側具三條顏色從棕色至橙黃色的條紋，其中第一條通過眼睛；第二條從背鰭硬棘起延伸至腹鰭；第三條從背鰭軟條延伸至臀鰭軟條。尾鰭基部為白色，腹鰭、胸鰭黃色，臀鰭具白邊。體長可達14.5公分。

## 生態
本魚在近岸水域生活在岩石區之上，屬肉食性。

## 經濟利用
可當作觀賞魚。